# Charaxes foklinae
Charaxes foklinae är en fjärilsart som beskrevs av Minig 1978. Charaxes foklinae ingår i släktet Charaxes och familjen praktfjärilar. Inga underarter finns listade i Catalogue of Life.